# عرب‌قارداش‌بیلی، نفت‌چاله
عرب قارداش بیلی (به ترکی آذربایجانی: Ərəbqardaşbəyli) یک منطقه مسکونی در جمهوری آذربایجان است که در شهرستان نفت‌چاله واقع شده است و ۱۰۲۲ نفر جمعیت دارد؛ همچنین دهیاری آن شامل روستاهای عرب قارداش بی لی، بالا سورا و جنگان است.